# Городские населённые пункты Ямало-Ненецкого автономного округа
В Ямало-Ненецкий автономный округ входят 12 городских населённых пунктов, в том числе:
- 8 городов, среди которых выделяются:
  - 7 городов окружного значения (в списке выделены оранжевым цветом), из них в рамках организации местного самоуправления 6 образуют городские округа и 1 является центром муниципального округа,
  - 1 город районного значения (в рамках организации местного самоуправления является центром муниципального округа),
- 4 посёлка городского типа.

## Города
| № | название      | район / город окружного значения | муниципальный район / городской/ муниципальный округ | население (чел.) | основание / первое упоминание | статус города | герб |
| - | ------------- | -------------------------------- | ---------------------------------------------------- | ---------------- | ----------------------------- | ------------- | ---- |
| 1 | Губкинский    | Губкинский                       | Губкинский, ГО                                       | ↗33 869          | 1986                          | 1996          |      |
| 2 | Лабытнанги    | Лабытнанги                       | Лабытнанги, ГО                                       | ↗25 969          | 1890                          | 1975          |      |
| 3 | Муравленко    | Муравленко                       | Муравленко, ГО                                       | ↗29 306          | 1984                          | 1990          |      |
| 4 | Надым         | Надым                            | Надымский район, МО                                  | ↘45 229          | 1597                          | 1972          |      |
| 5 | Новый Уренгой | Новый Уренгой                    | Новый Уренгой, ГО                                    | ↗106 890         | 1975                          | 1980          |      |
| 6 | Ноябрьск      | Ноябрьск                         | Ноябрьск, ГО                                         | ↗102 938         | 1975                          | 1982          |      |
| 7 | Салехард      | Салехард                         | Салехард, ГО                                         | ↗49 486          | 1595                          | 1938          |      |
| 8 | Тарко-Сале    | Пуровский район                  | Пуровский район, МО                                  | ↗19 932          | 1932                          | 2004          |      |

## Посёлки городского типа
| № | название   | район / город окружного значения | муниципальный район / городской/ муниципальный округ | население (чел.) | основание / первое упоминание | статус пгт | герб |
| - | ---------- | -------------------------------- | ---------------------------------------------------- | ---------------- | ----------------------------- | ---------- | ---- |
| 1 | Заполярный | Надымский район                  | Надымский район, МО                                  | ↗1026            | 1984                          | 1998       |      |
| 2 | Пангоды    | Надымский район                  | Надымский район, МО                                  | ↘11 132          | 1971                          | 1979       |      |
| 3 | Уренгой    | Пуровский район                  | Пуровский район, МО                                  | ↘5845            | 1966                          | 1979       |      |
| 4 | Харп       | Лабытнанги                       | Лабытнанги, ГО                                       | ↘4993            | 1968                          | 1981       |      |

### Бывшие пгт
- Губкинский — преобразован в город в 1996 году.
- Коротчаево — пгт с 1982 года. Включён в состав города Новый Уренгой в 2004 году.
- Лабытнанги — пгт с 1952 года. Преобразован в город в 1975 году.
- Лимбяяха — пгт с 1988 года. Включён в состав города Новый Уренгой в 2004 году.
- Муравленковский — пгт с 1984 года. Преобразован в город Муравленко в 1990 году.
- Ноябрьский — пгт с 1979 года. Преобразован в город Ноябрьск в 1982 году.
- Салехард — пгт с 1933 года. Преобразован в город в 1938 году.
- Старый Надым — пгт с 1979 года. Включён в состав города Надым в 2004 году.
- Тазовский — пгт с 1964 года. Преобразован в сельский населённый пункт в 2012 году.
- Тарко-Сале — пгт с 1976 года. Преобразован в город в 2004 году.